# Sword of Honour
Unter dem Titel Sword of Honour fasste der englische Schriftsteller Evelyn Waugh 1965 die Trilogie seiner Romane Men At Arms (1952), Officers and Gentlemen (1955) und Unconditional Surrender (1961) zu einer Buchveröffentlichung zusammen. Das Werk wurde zweimal verfilmt.

## Inhalt
Die Geschichte erzählt die Erlebnisse von Guy Crouchback, dem Sohn einer katholischen englischen Adelsfamilie, im Zweiten Weltkrieg.
Crouchback lebt zurückgezogen auf dem italienischen Landhaus der Familie. Mit dem Hitler-Stalin-Pakt und dem Ausbruch des Krieges 1939 sieht er es als sein Pflicht an, für sein Land die Mächte des Bösen zu bekämpfen. Als militärisch unerfahrener Mittdreißiger fällt es ihm schwer, eine Position in der britischen Armee zu erlangen, die seinen heroischen Ansprüchen genügt. Stattdessen erlebt er die Absurditäten der Militärbürokratie.
Seinen ersten Kampfeinsatz macht er beim Gefecht von Dakar, wo ein tollkühner Brigadegeneral eigenmächtig eine Landung befiehlt, die katastrophal endet; auch wenn ein drohendes Kriegsgerichtsverfahren im Sande verläuft, erkennt Guy, dass ihm keine große militärische Karriere bevorsteht.
Stattdessen wird er zu einer Spezialeinheit versetzt (ein Commando, das dem Special Air Service entspricht), das Landeübungen auf einer abgelegenen Hebrideninsel absolviert. 1941 verlagert man die Einheit nach Ägypten, wo sie wartet, ob sie gegen Rommels vorrückendes Afrikakorps zum Einsatz kommt oder bei der Schlacht um Kreta kämpfen soll. Die Entscheidung fällt für Kreta, aber die Schlacht ist für die Briten bereits verloren, als Guy dort eintrifft. Alles, was er und seine Einheit tun können, ist, den chaotischen Rückzug der Briten zu decken. Als Nachhut soll sich seine Einheit eigentlich den Deutschen ergeben, aber Guy schafft mit einigen Kameraden auf einem kleinen Boot auf eigene Faust die Überfahrt nach Ägypten.
Mit dem Überfall der Deutschen auf die Sowjetunion wechselt Joseph Stalin auf die Seite der Alliierten. Das erschüttert Guys Glauben an die Sinnhaftigkeit des Krieges schwer; für ihn sind Stalin und Hitler gleichermaßen abzulehnen. Guy verabschiedet sich nach und nach (auch ermuntert durch seinen verstorbenen Vater) von dem Anspruch, einen merklichen Beitrag zum Kriegserfolg zu leisten, und sucht stattdessen im Kleinen Gutes zu tun.
Von 1941 bis 1943 arbeitet er als Ausbilder bei seinem Heimatregiment. Nach einem Fallschirmtraining und einer verletzungsbedingten Rekonvaleszenz (während der er sich seiner sozial abgestürzten Exfrau wieder annähert), kommt er 1944 als Verbindungsoffizier nach Jugoslawien. Die skrupellose Machtorientierung der kommunistischen Partisanen und die Bereitschaft der westlichen Mächte, ihnen zu Diensten zu sein, desillusioniert ihn weiter.

## Hintergrund
Waugh verarbeitete in allen drei Kriegsromanen der Reihe auch seine eigenen Erlebnisse im Zweiten Weltkrieg. Wie sein Held Guy war er katholisch, aus der Oberschicht, unmilitärisch im Habitus. Die militärischen Stationen Dakar, Kreta und Jugoslawien entsprechen Waughs eigenen Einsätzen. Die Trilogie ist in der englischen Literatur einzigartig in der Darstellung der Gesamterfahrung des Zweiten Weltkriegs.
Waugh gab auch vielen seiner Figuren Züge real existierender Personen, die er zum Teil bissig karikierte. Schon der Name der Hauptfigur Guy Crouchback weist auf die extreme Inkongruenz seiner Ideale hin, die einer christlich-aristokratischen Familientradition entstammen: ein Anführer, der sich zurückzieht und zum hilflosen Beobachter wird. Im letzten Teil der Trilogie arbeiten Spezialisten mangels sinnvoller Aufgaben an lächerlichen und abwegigen Projekten. Auch Truppenverbände werden als kurios geschildert, so das Traditionsregiment der Halberdiers mit seinen skurrilen Bräuchen oder das X-Commando. Ebenso kuriose Züge tragen Gebäude und Behausungen. Nur Guys Vater, der die Prinzipien einer religiös verankerten Moral vertritt, stellt einen Gegenpol zu dieser brutalen und zugleich lächerlich gewordenen Welt dar.
Eine detaillierte Aufführung der Schlüsselfiguren findet sich in den Artikeln zu den drei Einzelromanen.

## Rezeption
Penelope Lively bezeichnet die Sword of Honour-Romane in einem Artikel für The Atlantic als Waughs masterpiece, auch gegenüber dem weit bekannteren Wiedersehen mit Brideshead.

## Ausgaben
- Englisch: Sword of Honour, 2001, London: Penguin Classics, ISBN 978-0141184975
- Deutsch: Ohne Furcht und Tadel, deutsch von Werner Peterich, 2016, Zürich: Diogenes, ISBN 978-3257069655

## Verfilmungen
- 1967 verfilmte die BBC Sword of Honour unter der Regie von Donald McWhinnie; Edward Woodward spielte Guy Crouchback; das Drehbuch stammte von Giles Cooper
- 2001 produzierte Channel 4 eine Neuverfilmung unter der Regie von Bill Anderson; Daniel Craig spielte Guy Crouchback, Leslie Phillips seinen Vater, außerdem: Richard Coyle als Trimmer McTavish, Megan Dodds als Virginia, Adam Godley als Apthorpe, Guy Henry als Major Ludovic.